# World Association of Kickboxing Organizations
La World Association of Kickboxing Organizations (WAKO) è la federazione sportiva internazionale, membro di SportAccord, che promuove e organizza lo sport del kickboxing.

## Stili di kickboxing della federazione
- Musical forms
- Pointfighting
- Light-contact
- Low-kick
- Full-contact
- Kick-light
- Aero-Kickboxing

## Gli SportAccord Combat Games
Il kickboxing è una delle 13 discipline ufficiali degli SportAccord Combat Games.